# Томас Бой
Томас Бой (ісп. Tomás Boy, 28 червня 1952, Мехіко — 8 березня 2022) — мексиканський футболіст, що грав на позиції півзахисника. По завершенні ігрової кар'єри — тренер.
Виступав, зокрема, за клуб «УАНЛ Тигрес», а також національну збірну Мексики, у складі якої був учасником чемпіонату світу 1986 року.

## Клубна кар'єра
Народився 28 червня 1952 року в місті Мехіко. Розпочинав грати у футбол у невеликих місцевих клубах «Атлетіко Еспаньйол» та «Атлетіко Потосіно».
На початку 1975 року перейшов до «УАНЛ Тигрес», кольори якої і захищав тринадцять років. Більшість часу, проведеного у складі «УАНЛ Тигрес», був основним гравцем команди, зігравши 413 матчів у Примері і забивши 98 м'ячів. У сезоні 1976/77 він виграв свій перший чемпіонський титул, а у 1981 році Бой отримав травму і пропустив першу частину сезону, але після повернення допоміг клубу ще раз виграти чемпіонат. У 1988 році Томас покинув команду, за «тигрів» він зіграв 413 матчів у Прімері і забив 98 м'ячів.
Того ж року Бой виступав за «Сан-Хосе Ерзквейкс» у Western Soccer Alliance, де навіть протягом кількох ігор був головним тренером, але по завершенні сезону команда припинила існування і мексиканець завершив ігрову кар'єру.

## Виступи за збірну
6 січня 1979 року дебютував в офіційних іграх у складі національної збірної Мексики в товариському матчі проти збірної СРСР (1:0).
У складі збірної був учасником домашнього чемпіонату світу 1986 року, на якому зіграв у всіх п'яти іграх, а команда дійшла до чіертьфіналу.
Загалом протягом кар'єри у національній команді, яка тривала 8 років, провів у її формі 49 матчів, забивши 9 голів.

## Кар'єра тренера
Розпочав тренерську кар'єру відразу ж по завершенні кар'єри гравця, 1989 року, очоливши тренерський штаб клубу «Тампіко Мадеро», після чого тренував низку інших мексиканських клубів.
Наразі останнім місцем тренерської роботи був клуб «Масатлан», головним тренером команди якого Томас Бой був з 2020 по 2021 рік.

## Титули і досягнення

### Як гравця
- Чемпіон Мексики (2):

«УАНЛ Тигрес»: 1977/78, 1981/82

### Як тренера
- Чемпіон Мексики (1):

«Монаркас»: Інв'єрно 2000